# Evoken
Evoken je ameriška funeral doom/death metal glasbena skupina, nastala pod vplivom avstralske skupine Disembowelment ter finske skupine Thergothon. Ime skupine izvira iz istoimenske pesmi skupine Thergothon, na demo posnetku Fhtagn nagh Yog-Sothoth. Skupino je aprila 1992, pod imenom Funereus, ustanovil kitarist Nick Orlando. Z izvirno zasedbo (Rob: bas/vokal, Nick: kitara, Phil: kitara, Vince: bobni) so posneli kar je bila njihova prva in edina izdaja pod tem imenon - Rehersal/Demo 1992.
Glasba vključuje zelo nizko uglašene električne kitare, klaviature, violončelo in močne temne ambientne zvoke, ki poudarjajo globoko vzdušje Evoken. Kljub temu, da je glasba od zgodnjih dni postajala bolj hipnotična in eksperimentalna, še vedno ohranja svoje death/doom/funeral korenine. Evoken je ena izmed prvih še-delujočih ameriških doom/death skupin. Po kratkotrajni spremembi imena v Asmodeus ter spremembah v zasedbi, se je skupina leta 1994 le dokončno odločila in izbrala ime Evoken. Leta 2003 so bili med kratko evropsko turnejo po Holandiji, Belgiji in Angliji glavna skupina na holandskem festivalu Dutch Doomsday Festival.  Arhivirano 2007-03-23 na Wayback Machine.. 
Evoken so nedavno zapustili založbo Avantgarde Music, pri kateri so izdali dva albuma, ter januarja 2007 sklenili pogodbo s švedsko založbo I Hate Records.

## Diskografija
- Rehearsal/Demo, 1992 (kot Funereus)
- Shades of Night Descending (Demo), 1994
- Shades of Night Descending (MCD), 1996
- Promo Demo, 1996
- Promo Demo, 1997
- Embrace the Emptiness (CD) 1998
- Quietus (CD), 2001
- Promo Demo, 2002
- Antithesis of Light (CD), 2005
- A Caress Of The Void (CD), 2007